# Universidad de Bolonia
La Universidad de Bolonia (italiano: Alma mater studiorum - Università di Bologna, UniBo) es una universidad pública italiana situada en la ciudad de Bolonia, considerada la más antigua de Europa.
Fue fundada en 1088 como una agrupación de estudiantes por Irnerio de la Orden del Carmen, partiendo de las escuelas municipales y adquiriendo el grado de Universidad; sus estatutos datan de 1317. Está entre las grandes universidades europeas, como las de Oxford, París, Salamanca o Cambridge, creadas a propósito de su ejemplo. El emblema de la universidad lleva el lema Alma Mater Studiorum ("Madre nutricia de los estudios"), y la fecha 1088 d.C.
La universidad ofrece cursos de Antropología, Artes, Economía, Derecho, Medicina, Farmacia, Matemática, Ingeniería, Agronomía, Veterinaria y Pedagogía, contando con veintinueve colegios mayores, entre los cuales destaca el más antiguo del mundo que sigue en funcionamiento.
Actualmente la Universidad de Bolonia cuenta con más de 100 000 estudiantes en sus colegios, en sus centros de Europa localizados en Italia en las ciudades de Imola, Rávena, Forlì, Cesena y Rimini, así como en su centro de ultramar localizado en la ciudad de Buenos Aires, Argentina, y Shanghái, China.
La universidad vio a la primera mujer en obtener un título universitario y enseñar en una universidad, Bettisia Gozzadini, y a la primera mujer en obtener tanto un doctorado en ciencias como un puesto asalariado como profesora universitaria, Laura Bassi. La Universidad de Bolonia tuvo un papel central en las ciencias durante la Edad Media y el Renacimiento italiano, donde albergó y educó a Nicolás Copérnico, así como a otros numerosos matemáticos renacentistas. Ha educado a una amplia gama de alumnos notables, entre ellos un gran número de científicos italianos, primeros ministros, jueces del tribunal supremo y sacerdotes.
Alberga el internado totalmente financiado Collegio Superiore di Bologna, la Escuela de Estudios Avanzados de Bolonia, el Jardín botánico de Bolonia, un gran número de museos, bibliotecas y colecciones arqueológicas, así como la Editorial de la Universidad de Bolonia.

## Historia

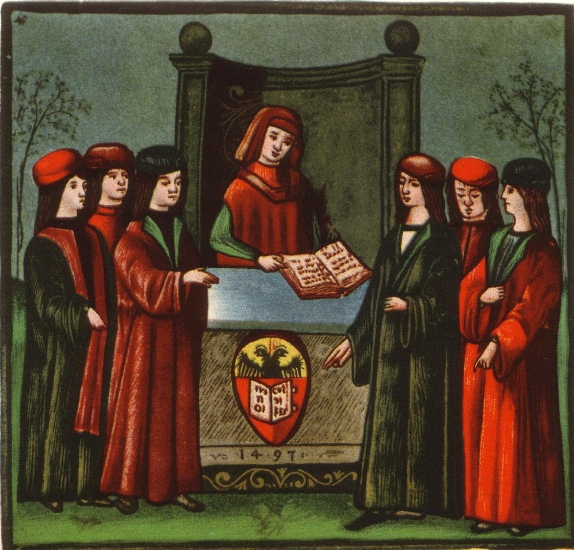
Entrada de estudiantes en la Natio Germanica Bononiae, la nación de estudiantes alemanes en Bolonia; miniatura de 1497.

La fecha de fundación de la Universidad de Bolonia es incierta. En 1158, el emperador del Sacro Imperio Romano Germánico, Federico I Barbarroja, concedió a la Universidad una carta de fundación (Authentica habita), pero en el siglo XIX, un comité de historiadores dirigido por Giosuè Carducci remontó la fundación de la universidad a 1088, lo que la convertiría en la universidad en funcionamiento ininterrumpido más antigua del mundo. Sin embargo, la transformación de la institución de Bolonia en universidad fue un proceso gradual. Paul Grendler escribe que "no es probable que existiera suficiente instrucción y organización como para merecer el término universidad antes de la década de 1150, y es posible que no ocurriera antes de la década de 1180."
La universidad surgió en torno a sociedades de ayuda mutua (conocidas como universitates scholarium) de estudiantes extranjeros llamados "naciones" (ya que se agrupaban por nacionalidades) para protegerse de las leyes de la ciudad, que imponían castigo colectivo a los extranjeros por los delitos y deudas de sus compatriotas. Estos estudiantes contrataban entonces a eruditos de las escuelas laicas y eclesiásticas preexistentes en la ciudad para que les enseñaran materias como artes liberales, derecho notarial, teología y ars dictaminis (escribanía). Las conferencias se impartían en escuelas informales llamadas scholae. Con el tiempo, las distintas universitates scholarium decidieron formar una asociación mayor, o Studium -de ahí, la universidad-. El Studium llegó a tener una fuerte posición de negociación colectiva con la ciudad, ya que por entonces obtenía importantes ingresos a través de los estudiantes extranjeros visitantes, que se marchaban si no eran bien tratados. Los estudiantes extranjeros en Bolonia recibieron mayores derechos y se puso fin a los castigos colectivos. También hubo negociación colectiva con los eruditos que ejercían de profesores en la universidad. Mediante el inicio o la amenaza de una huelga estudiantil, los estudiantes podían imponer sus exigencias en cuanto al contenido de los cursos y la remuneración que recibirían los profesores. Los profesores universitarios eran contratados, despedidos y su salario era determinado por un consejo elegido de dos representantes de cada "nación" estudiantil que gobernaba la institución, y las decisiones más importantes requerían el voto mayoritario de todos los estudiantes para ser ratificadas. Los profesores también podían ser multados si no terminaban las clases a tiempo o no completaban el material del curso al final del semestre. Un comité de estudiantes, los "Denunciantes de Profesores", los vigilaba y denunciaba cualquier mala conducta. Sin embargo, los propios profesores no carecían de poder: formaban "collegia doctorum" (comités de profesores) en cada facultad y se aseguraban el derecho a fijar las tasas de examen y los requisitos para obtener un título. Finalmente, la ciudad puso fin a este acuerdo, pagando a los profesores con los impuestos y convirtiéndola en una universidad pública concertada.
En la Edad Media, fue famosa en toda Europa por sus escuelas de Humanidades y, especialmente, la de Derecho, donde se enseñaba tanto canónico –con las figuras de Graciano y su Concordia discordantium canonum– como civil –destaca aquí la obra de Irnerio–. Los maestros de Bolonia llevan al Derecho a una época de esplendor en Europa provocando su independización como ciencia jurídica de la Retórica y reintroduciendo plenamente los preceptos y figuras del derecho romano. De esta escuela científica surgirán eminentes discípulos conocidos como "glosadores", es decir, expertos en el sistema de la glosa. Todos estos autores se ocupan del conjunto del derecho justiniano, de lo que será llamado el Corpus Iuris Civilis, y muy especialmente del Digesto. Tenían una doble y humilde tarea, glosar estos textos, es decir, aclarar o vulgarizar el profundo sentido de sus preceptos, y sintetizar estos compendios accesibles llamados sumas, entre las que destaca la del maestro Irnerio.
Desde el siglo XIV, a las escuelas de juristas se suman las de los llamados «artistas», los estudiosos de los artes liberales, es decir de la medicina, la filosofía, la aritmética, la astronomía, la lógica, la retórica y la gramática. En 1364, se estableció la enseñanza de la teología.
Durante el siglo XV y el XVI, se hicieron famosos sus estudios de teología, técnica oratoria antigua, literatura antigua y moderna, latín y griego, y ciencias humanas basadas en los nuevos métodos racionales y empíricos del Renacimiento, aunque el mayor atractivo seguía siendo la notable formación jurídica de gran relevancia en el derecho canónico, así como las enseñanzas de gramática y retórica.
Desde 1998, posee una Representación en la República Argentina, en la ciudad de Buenos Aires, dedicada al estudio de los procesos de integración política y económica entre la Unión Europea y América Latina. 
La sede alberga varias actividades formativas, entre las cuales se encuentra un Master internacional.
Hoy en día, la Universidad de Bolonia sigue siendo una institución de gran prestigio, es la mejor universidad italiana en la clasificación absoluta de "Times Higher Education the top 200 world universities 2007" (en la que está en la 173.ª posición), y entre las mejores 50 en la sección concerniente a las materias humanísticas.

### La Universidad de Bolonia en elsigloXXI
Como herencia de su historia, la Universidad de Bolonia posee numerosas colecciones y museos:
- El archivo histórico, que contiene testimonios documentales, fotográficos y reliquias. Se encarga de la conservación de su patrimonio, gestiona la galería de cuadros de la universidad y una biblioteca universitaria de historiografía, y se ocupa del Museo Europeo de los Estudiantes (MEUS, por sus siglas en italiano).
- La biblioteca universitaria,[18] que se remonta al año 1712, situada en el Palazzo Poggi. Hasta 1803 tenía su sede en el Archiginnasio, el cual mantiene todavía salas que fueron utilizadas para la enseñanza universitaria cuando la Universidad de Bolonia tenía allí sus aulas.

En Bolonia se ratificó, en el año 1999, un tratado cuyo fin fue renovar y armonizar los sistemas universitarios europeos (Declaración de Bolonia).
Además, la Universidad de Bolonia se encuentra entre los miembros fundadores del consorcio interuniversitario CINECA.

## Filiales y otras instituciones

### Il Mulino
A principios de la década de 1950, algunos estudiantes de la Universidad de Bolonia se encontraban entre los fundadores de la revista Il Mulino. El 25 de abril de 1951 se publicó en Bolonia el primer número de la revista. En poco tiempo, Il Mulino se convirtió en uno de los puntos de referencia más interesantes en Italia para el debate político y cultural y estableció importantes relaciones editoriales en Italia y en el extranjero. Las actividades editoriales evolucionaron a la par que la revista. En 1954 se fundó la editorial Il Mulino (Società editrice il Mulino), que hoy representa una de las editoriales italianas más relevantes. Además, se iniciaron proyectos de investigación (centrados sobre todo en las instituciones educativas y el sistema político de Italia), que finalmente desembocaron, en 1964, en la creación del Istituto Carlo Cattaneo.

### Collegio Superiore
El Collegio Superiore es una institución de excelencia dentro de la Universidad de Bolonia, destinada a promover el mérito de los estudiantes mediante programas de aprendizaje específicos.
La institución se fundó en 1998 con el nombre de Collegio d'Eccellenza. Junto con el Instituto de Estudios Avanzados, forma parte del Instituto de Estudios Superiores.
El Collegio Superiore ofrece una vía educativa adicional a los estudiantes matriculados en un programa de grado en la Universidad de Bolonia, impartiendo cursos especializados como parte de un marco interdisciplinario.
Todos los estudiantes del Collegio Superiore disfrutan de una beca completa y de ventajas adicionales como la asistencia de un tutor personal y el alojamiento gratuito en la Residencia de Estudios Superiores. Para seguir siendo miembros del Collegio Superiore, los estudiantes deben mantener altas calificaciones tanto en su programa de licenciatura como en los cursos adicionales.
Beatrice Fraboni, profesora de Física de la Materia, dirige el Collegio Superiore desde 2019.

## Clasificaciones y reputación
Clasificación de las universidades
Global - General
- ARWU World[22] 201-300 (2020)
- CWUR Mundial[23] 182 (2020-2021)
- CWTS Mundial[24] 119 (2020)
- QS World[25] 166 (2022)
- THE World[26] =167 (2021)
- USNWR Global[22] 112 (2021)

El QS World University Rankings de 2022 situó a la Universidad de Bolonia en el puesto 166 del mundo y en el 71 (primera en Italia) en referencia a la reputación académica. En otra medición de la misma empresa, se situó entre las 100 mejores universidades del mundo en cuanto a empleabilidad de los graduados (84.ª).
En el Times Higher Education World University Rankings de 2021, ocupó el puesto 167 a nivel mundial. En el THE Impact Rankings del mismo año, que mide el compromiso de las universidades con el desarrollo sostenible en cumplimiento de la Agenda 2030 de la ONU, Bolonia ocupó el primer puesto en Europa y el sexto en el mundo.
A nivel nacional, en 2020 Bolonia encabezó por undécimo año consecutivo el principal ranking italiano de grandes universidades públicas (> 40.000 estudiantes), elaborado por el Centro Italiano de Estudios de Inversión Social.